# Santuario de Nuestra Señora de la Antigua
El santuario de Nuestra Señora de la Antigua es una iglesia de la ciudad española de Guadalajara.

## Descripción

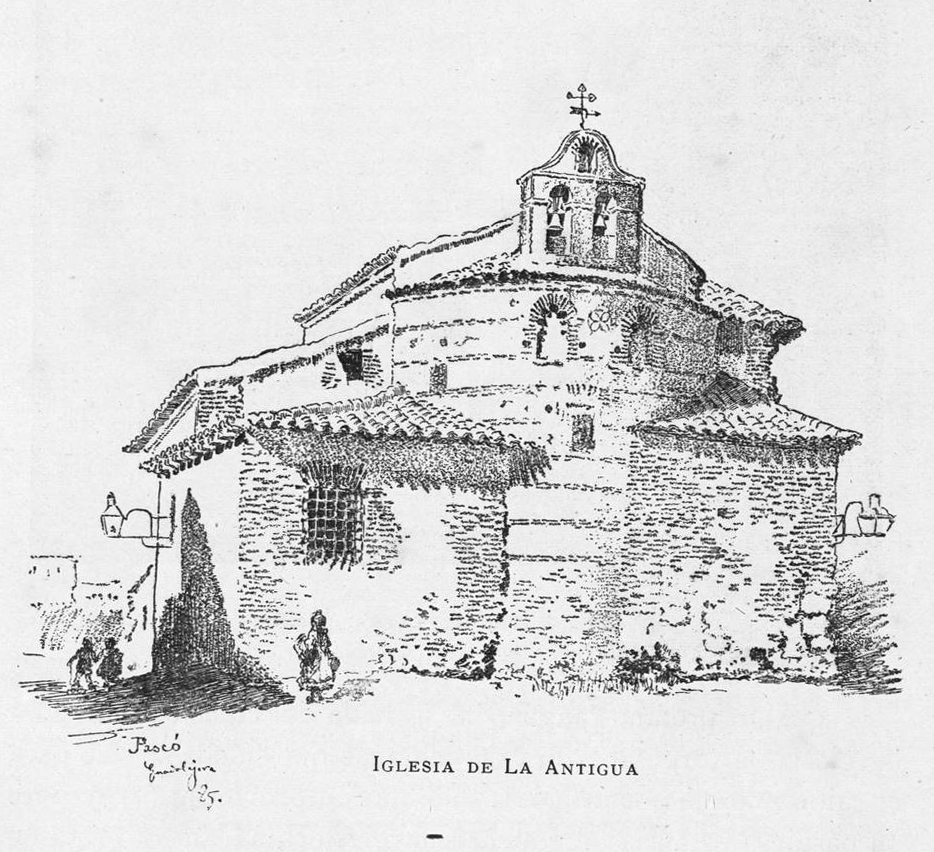
Vista de la iglesia hacia 1885 en un dibujo de José Pascó

Está ubicado en la ciudad de Guadalajara, en la comunidad autónoma de Castilla-La Mancha. Su construcción se remonta al siglo XIII, si bien su fisonomía se ha visto muy transformada. Del templo primitivo solo queda un ábside de estilo mudéjar. Antigua iglesia parroquial, su advocación era Santo Tomé.
A finales del siglo XIX, el edificio, en estado ruinoso, fue reconvertido en santuario. Conserva una imagen de la Virgen de la Antigua, que se instaló en el santuario de forma definitiva, tras pasar unos años en el convento de Santa Clara mientras se postergaban las obras de reacondicionamiento, en noviembre de 1899.